# Audrey Marshall
Audrey M. J. Marshall (* um 1925, verheiratete Mrs. C. F. R. Wilson) ist eine englische Badmintonspielerin.

## Karriere
Audrey Marshall siegte 1958 bei den West Sussex Championships und den Berkshire Championships. 1959 und 1960 war sie beim English Invitation Tournament erfolgreich, 1960 bei den Dutch Open.

## Sportliche Erfolge
| Saison | Veranstaltung                 | Disziplin   | Platz | Name                              |
| ------ | ----------------------------- | ----------- | ----- | --------------------------------- |
| 1958   | Berkshire Championships       | Mixed       | 1     | Ronald Lockwood / Audrey Marshall |
| 1959   | English Invitation Tournament | Mixed       | 1     | Ronald Lockwood / Audrey Marshall |
| 1959   | English Invitation Tournament | Damendoppel | 1     | Ursula Smith / Audrey Marshall    |
| 1960   | Dutch Open                    | Mixed       | 1     | John Best / Audrey Marshall       |
| 1960   | English Invitation Tournament | Damendoppel | 1     | Ursula Smith / Audrey Wilson      |